# لنیی سور مرن
شهر لنیی سور مرن (به فرانسوی: Lagny-sur-Marne) در شهرستان سنه مرن در ناحیه ایل-دو-فرانس با جمعیت ۲۰٬۰۸۶ نفر در کشور فرانسه واقع شده‌است. پل پوگبا بازیکن فوتبال، زادهٔ این شهر است.